# Sphragifera
Sphragifera é um gênero de traça pertencente à família Arctiidae.